# 비잔틴 건축

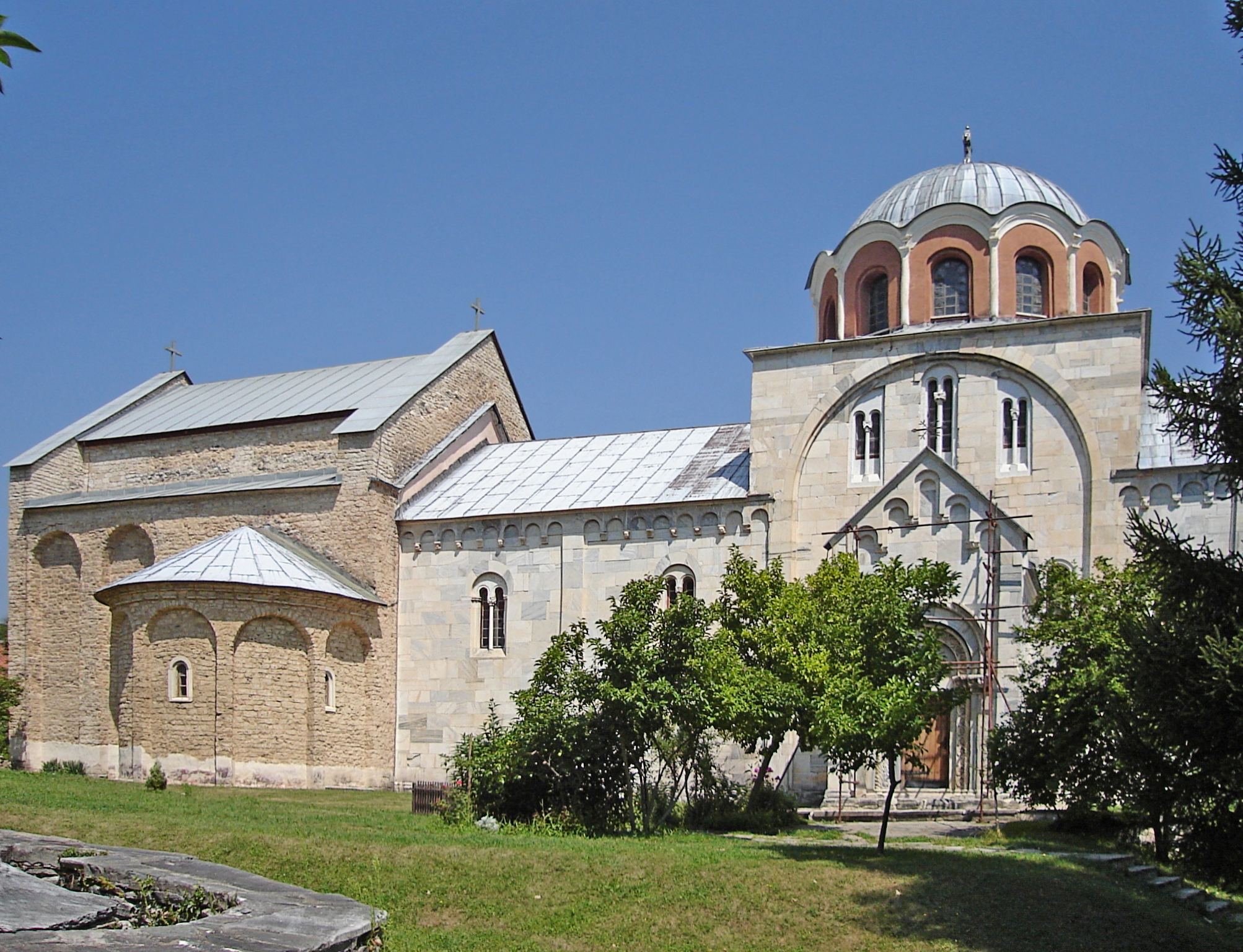

비잔틴 건축(Byzantine architecture)은 동로마 제국의 건축이다.

## 개요
비잔틴 건축의 바닥은 대리석의 모자이크, 벽면에도 색대리석판(色大理石板)이 붙여진다. 색대리석의 이용은 로마 시대 이래의 전통이었으나 대리석 자체의 반문(斑紋)을 이용한 구성적인 도양(圖樣)을 만들게 된 것은 처음 있는 일이었다. 벽의 위쪽, 아치·돔·천장 등은 금색을 바탕으로 하는 다채로운 대리석 모자이크로 장식되고, 또 힘차고 우아한 공예품으로 빈틈없이 메워져 있다. 집중식에 알맞은 돔 공법(工法)과 장방형의 바실리카식과의 융합은 주로 돔을 중심으로 해서 사방에 반원통형을 붙이는 그리스－크로스형(正十字形) 플랜으로 시공되고 사방을 소돔으로 둘러싸는 방법도 쓰였다. 후자의 좋은 예로서는 베네치아의 산 마르코 사원이 있다. 비잔틴의 건축은 석재축조(石材築造)보다는 연와축조(煉瓦築造; 벽돌로 쌓아서 만듦)로 된 것이 많고 11세기 이후는 사라센의 영향도 있어 유약(釉藥)을 칠한 색(色) 타일이나 색연와(色煉瓦)도 장식으로 사용되었다.

## 같이 보기
- 비잔틴 복고양식

## 참조
- 이 문서에는 다음커뮤니케이션(현 카카오)에서 GFDL 또는 CC-SA 라이선스로 배포한 글로벌 세계대백과사전의 내용을 기초로 작성된 글이 포함되어 있습니다.